# Sông Nước Chè
Sông Nước Chè là một con sông đổ ra Đắk Mi, tên ở phần thượng nguồn của sông Vu Gia. Sông Nước Chè chảy qua các huyện Đăk Glei tỉnh Kon Tum và huyện Phước Sơn tỉnh Quảng Nam, Việt Nam .
Sông có chiều dài 38 km và diện tích lưu vực là 284 km² .